# Michail Vasiljevič Staduchin

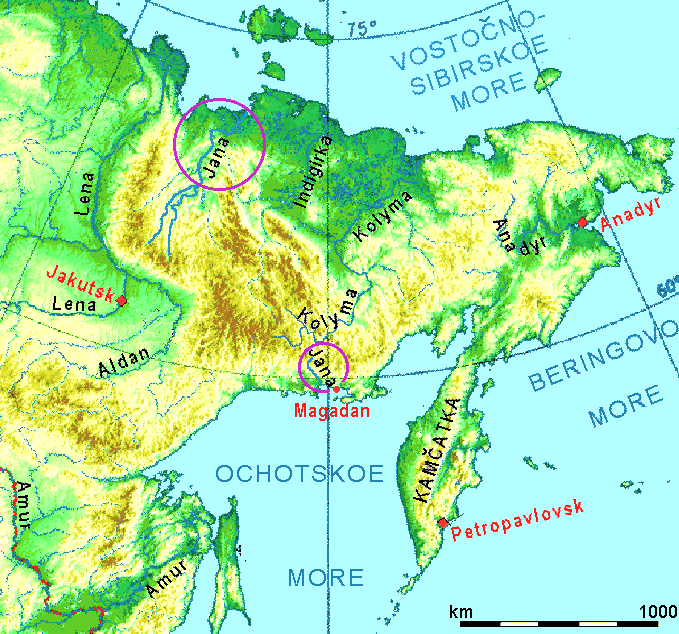
Severovýchodní Sibiř, kde cestoval Staduchin.

Michail Vasiljevič Staduchin (rusky Михаил Васильевич Стадухин, ? - zemřel 1666) byl kupec, sibiřský kozák a ruský průzkumník severovýchodní Sibiře, jeden z prvních, který se dostal k řekám Kolymě, Anadyr, Penžině a Gižize a do severní části Ochotského moře. Staduchin byl Pomor, synovec moskevského obchodníka. Pravděpodobně se narodil v některé z menších vesnic na řece Piněze v Archangelské oblasti.

## Cesta ke Kolymě a k Anadyru
O mládí Staduchina se nic neví. V záznamech se poprvé objevuje až v roce 1633, kdy byl velitelem tažení z Jakutska k řece Viljuj. Není známo, co dělal v následujících letech. V záznamech se objevuje až v roce 1641, kdy plul po Indigarce k moři, pak podél pobřeží na východ, kde objevil ústí Kolymy, kde v roce 1643 založil první ruské zimoviště Nižně-Kolymsk (nyní osada Staduchino). Této výpravy se s ním účastnil i Semjon Děžňov. V okolí zimoviště nenašli velké množství kožešin i když v budoucnu se ukázalo, že právě povodí Kolymy je jednou z nejcennějších kožešinových oblastí celé Sibiře.
Roku 1645 se Staduchin vrátil do Jakutska s nákladem sobolích kožešin. V roce 1647 dostal za úkol vyrazit opět prozkoumat nové země, najít povodí řeky Pogyča, dobýt ji a připojit k Rusku. O řece Pogyče se jen předpokládalo, že leží kdesi východně od Kolymy. Nepřízeň počasí ho ale donutila přezimovat na řece Janě. S příchodem jara vyrazil k Indigarce, postavil koč a plavil se ke Kolymě. Zde se dozvěděl, že Děžňov také vyplul dobýt Pogyču. Rozhodl se spojit s Děžňovem a vydal se na dvou kočích a s 30 muži za ním. Jedna z koč ztroskotala. Předpokládá se, že se Staduchin dostal se svými muži až do Čaunského zálivu. Zde se dozvěděl, že dvě z Děžňových lodí ztroskotaly, část posádky byla zabita a část se stále plaví někde po moři. Tváří v tvář nedostatku zásob, neúspěšnému rybolovu, skalnatým břehům a špatným zprávám domorodců se Staduchin vrátil na Kolymu. Mezitím se ukázalo, že pramen řeky Aňuj, přítok řeky Kolymy, je blíže k prameni Anadyru než k prameni Kolymy. Staduchin tak usoudil, že Aňuj je totožný s hledanou řekou Pogyčou. Podařilo se mu konečně spojit s výpravou Děžňova na Anadyru, spojili síly, přezimovali na Anadyru a celý rok 1650 společně vybírali daně od Jukagirů. Pod Staduchinovým vedením sloužil na tomto pochodu i sibiřský kozák a cestovatel Vasilij Bugor, který předtím objevil nejjižnější cestu mezi Jenisej a Lenou.

## Ochotské moře
V únoru nebo v březnu 1651 se Staduchin vydal s oddílem vojska přes horní tok Anadyru až k řece Penžině a pak k řece Gižize, kde se poprvé setkal s Korjaky. Zimu 1652/1653 strávil na zimovišti na řece Jamě, jen kousek východně od dnešního města Magadan. Následně se plavil po pobřeží Ochotského moře.

## Konec života
Roku 1657 se Staduchin objevil v Ochotsku, kde se rozhodl usadit, ale z neznámých důvodů se vydal roku 1659 zase na cestu a vrátil se do Jakutska, zde za své zásluhy obdržel hodnost atamana a odešel do Moskvy, kde v roce 1666 zemřel.
Kvůli nedostatku písemných záznamů není přesně známo, co dělal Staduchin od roku 1653 do roku 1657, kdy se objevil v Ochotsku. Existují legendy o tom, že prozkoumával Kamčatku, kterou obeplul a také pěšky prošel ze západu na východ. Ale s největší pravděpodobností jsou tyto informace o prozkoumávání Kamčatky jen vymyšlenou legendou.
Během svých cest prošel a proplul přes 10 000 km, prozkoumal rozlehlé území na sever a na severozápad od Ochotského moře, objevil nové spojení mezi ústím Leny, Kolymou a Ochotským mořem.

## Staduchinové
Kromě Michaila Staduchina se v té době v písemných záznamech objevují také Taras, Gerasim a Jakov Staduchinovi, předpokládá se, že to mohli být jeho bratři a syn, případně jiní příbuzní.

## Památka
Na počest Michaila Staduchina došlo k následujícím pojmenováním:
- ulice v Jakutsku;
- vesnice Staduchino v oblasti Bilibino v Čukotském autonomním okruhu;
- ulice v obci Zyrjanka